# Ліснополянська сільська рада
| Ліснополянська сільська рада — колишній орган місцевого самоврядування у Марківському районі Луганської області з адміністративним центром у с. Лісна Поляна. Сільській раді підпорядковані населені пункти: - с. Лісна Поляна - с. Крупчанське - с. Марківське - с. Скородна - с. Тишківка - с. Фартуківка |

## Склад ради
Рада складалася з 16 депутатів та голови.

### Керівний склад ради
| ПІБ                          | Основні відомості                                                 | Дата обрання | Дата звільнення |
| ---------------------------- | ----------------------------------------------------------------- | ------------ | --------------- |
| Лигус Раїса Федорівна        | Сільський голова, 1950 року народження, освіта, позапартійна      | 26.03.2006   | 31.10.2010      |
| Паршин Олександр Миколайович | Сільський голова, 1972 року народження, освіта середня спеціальна | 31.10.2010   |                 |

Примітка: таблиця складена за даними джерела